# Груз, Александр Яковлевич
Алекса́ндр Я́ковлевич Груз (1904, Александров — год и место смерти неизвестны) — советский организатор кинопроизводства, управляющий Всесоюзным фотокинохимическим трестом, ответственный редактор журнала «Фотохимическая промышленность».

## Биография
Родился в 1904 году в Александрове Владимирской губернии в семье ткацкого мастера, переехавшего в Александров в 1894 году в связи с массовым выселением евреев из Москвы.
В 1918 году — ученик машиниста на фабрике (бывшая Лимони́). В 1919—1920 годах — помощник уполномоченного лесозаготовок, работник Кретопсоюза. В 1920 году переехал в Москву.
В 1920—1921 годах — военнослужащий Московского районного эвакопункта, сотрудник редакции журнала «Раненый красноармеец», работал также на военно-санитарном поезде. Вступил в ряды РКСМ.
С 1921 по 1924 год обучался на рабфаке имени М. Н. Покровского при Московском государственном университете.
В 1924—1926 годах работал подручным слесаря на Краснохолмской текстильной фабрике, одновременно был агитпропорганизатором ячейки ВКП(б) на фабрике. В 1925 году вступил в ряды ВКП(б).
В 1926—1930 годах — заведующий агентурой периодсектора, заведующий  московским отделением, заведующий отделом подписки Объединения государственных книжно-журнальных издательств (ОГИЗ) при Наркомпросе РСФСР.
В 1930—1931 годах — заместитель заведующего Государственного издательства массовой партийной литературы («Маспартгиз»).
С 1931 года — начальник сектора киноплёнки и член правления Государственного всесоюзного кинофотообъединения «Союзкино», управляющий Всесоюзным фотокинохимическим трестом (ФОКХТ); одновременно был назначен начальником строительства первых двух в СССР кинофотоплёночных фабрик в Шостке и Переславле-Залесском.
Ответственный редактор журналов «Кинофотохимическая промышленность» (1932—1935), «Фотохимическая промышленность» (1936). Председатель оргбюро Всесоюзного научного инженерно-технического общества фотопромышленности и фотографии (1933), член оргкомитета Ассоциации научной фотографии при секторе науки Госплана СССР (1933). Член комитета Московской выставки советского фотоискусства (1935).
По случаю 15-летия советского кинематографа был награждён орденом Ленина (1935).
За время руководства ФОКХТ (1931—1937) внёс большой вклад в создание отечественной киноплёночной промышленности. С января 1937 года временно исполнял обязанности начальника Управления плёночной промышленности Главного управления кинематографии (ГУК) Всесоюзного комитета по делам искусств при СНК СССР. В феврале 1937 года был направлен на работу в Народный комиссариат оборонной промышленности СССР.
Был репрессирован. В 50-х годах реабилитирован. Дата и место смерти неизвестны.

## Семья
- Сестра — Донна Яковлевна Груз (1899—1968)[17], в 1937—1945 годах находилась в заключении в Карлаге (Акмолинское специальное отделение) как член семьи изменника Родины[18] (была замужем за осуждённым ранее А. М. Краснощёковым — первым председателем правительства, совета министров и министерства иностранных дел Дальневосточной республики)[19].
  - Племянница — Елена Александровна Краснощёкова (род. 1934), литературовед.

## Награды
- орден Ленина (1935)[11]